# Società Polisportiva Tre Fiori
Società Polisportiva Tre Fiori é um clube de futebol são-marinense sediado na cidade de Fiorentino e fundado em 1949.
Presidido por Marino Casali, manda seus jogos no Campo Sportivo di Fiorentino (Federico Crescentini), que possui capacidade para 1.000 lugares. Suas cores são amarelo e azul.

## História
Em julho de 2009, o Tre Fiori disputou as fases preliminares da Liga dos Campeões da UEFA, sendo eliminado pelo UE Sant Julià (Andorra) nos pênaltis e surpreendeu ao eliminar o Bala Town (País de Gales) na fase preliminar da Liga Europa, vencendo por 3 a 1 no placar agregado. A campanha da equipe auriazul terminou na fase seguinte, quando foi derrotado pelos eslovenos do Rudar Velenje (10 a 0 na soma dos placares).
Na Liga Conferência, o Tre Fiori conquistou a primeira vitória de um time samarinês ao derrotar o Fola Esch (Luxemburgo) por 1 a 0, gol marcado pelo cubano Joel Apezteguía.

## Títulos
- Campeonato Sanmarinense (8): 1987–88, 1992–93, 1993–94, 1994–95, 2008–09, 2009–10, 2010–11, 2019–20
- Copa Titano (8): 1966, 1971, 1974, 1975, 1985, 2009–10, 2018–19, 2021–22
- Trofeo Federale (4): 1991, 1993, 2010, 2011
- Super Coppa Sammarinese (1): 2019